# Ádám Kovácsik
Ádám Gergely Kovácsik (ur. 4 kwietnia 1991 w Budapeszcie) – węgierski piłkarz, grający na pozycji bramkarza. Zawodnik Videoton FC.

## Kariera
Jest wychowankiem Honvédu Budapeszt, gdzie występował jako pomocnik. W styczniu 2003 roku został juniorem Ferencvárosu, zaś w 2007 roku przeszedł do Regginy. W 2009 roku awansował do pierwszej drużyny Regginy. W latach 2012–2014 grał na wypożyczeniu w Foligno, Pavii i Carpi. W 2015 roku z powodu problemów finansowych Regginy opuścił klub i został piłkarzem Videotonu. Początkowo był zmiennikiem Branislava Danilovicia, jednak w sezonie 2016/2017 został podstawowym zawodnikiem klubu. Z Videotonem czterokrotnie zdobył wicemistrzostwo Węgier, a w sezonie 2017/2018 został mistrzem kraju.
Grał w młodzieżowych reprezentacjach Węgier. Zdobył z reprezentacją trzecie miejsce na Mistrzostwach Świata U-20 2009. W dorosłej reprezentacji zadebiutował 9 listopada 2017 w przegranym 1:2 meczu z Luksemburgiem.

## Statystyki ligowe
| Sezon         | Klub           | Liga                     | Mecze | Gole |
| ------------- | -------------- | ------------------------ | ----- | ---- |
| 2009/2010     | Reggina Calcio | Serie B                  | 1     | 0    |
| 2010/2011     | Reggina Calcio | Serie B                  | 0     | 0    |
| 2011/2012 (j) | Reggina Calcio | Serie B                  | 11    | 0    |
| 2011/2012 (w) | Foligno Calcio | Lega Pro Prima Divisione | 11    | 0    |
| 2012/2013     | AC Pavia       | Lega Pro Prima Divisione | 27    | 0    |
| 2013/2014     | Carpi FC       | Serie B                  | 18    | 0    |
| 2014/2015     | Reggina Calcio | Lega Pro Prima Divisione | 28    | 0    |
| 2015/2016     | Videoton FC    | NB I                     | 7     | 0    |
| 2016/2017     | Videoton FC    | NB I                     | 33    | 0    |
| 2017/2018     | Videoton FC    | NB I                     | 32    | 0    |
| 2018/2019     | MOL Vidi FC    | NB I                     | 30    | 0    |
| 2019/2020     | MOL Vidi FC    | NB I                     | 32    | 0    |